# Brian Daniel Pintado
Brian Daniel Pintado (né le 29 juillet 1995 à Cuenca) est un athlète équatorien, spécialiste de la marche, vice-champion du monde du 35 km en 2023 à Budapest.

## Biographie
Deuxième du 10 000 m marche lors des championnats panaméricains juniors 2013, il se classe 3e lors des championnats du monde par équipes de marche 2016. 
Sur 20 km marche, il termine 37e des Jeux olympiques de 2016, à Rio de Janeiro, puis 18e des championnats du monde de 2017, à Londres. En 2018 et 2019, il décroche successivement la médaille d'or aux Jeux sud-américains de Cochabomba et aux Jeux panaméricains de Lima.

### Vice-champion du monde du 35 km (2023)
Aux Mondiaux de Budapest en août 2023, Brian Pintado empoche la médaille d'argent sur l'épreuve du 35 km marche, à seulement quatre secondes du vainqueur espagnol Alvaro Martin. En signant le temps de 2 h 24 min 34 s, il établit également un nouveau record d'Amérique du Sud sur la distance.

### Jeux Olympiques de Paris 2024
En juin 2024, il est nommé avec l'haltérophile Neisi Dajomes porte-drapeau de la délégation équatorienne aux Jeux olympiques de 2024 avant d'être remplacé par le cavalier Julio Mendoza Loor (en) afin de poursuivre sa préparation. Il remporte la médaille d'or du 20 kilomètres marche en 1 h 18 min 55 s, devançant de 14 secondes le Brésilien Caio Bonfim et de 16 secondes l'Espagnol Álvaro Martín.

## Palmarès
| Date | Compétition           | Lieu       | Résultat | Épreuve                   | Performance     |
| ---- | --------------------- | ---------- | -------- | ------------------------- | --------------- |
| 2018 | Jeux sud-américains   | Cochabamba | 1er      | 20 km marche              | 1 h 24 min 16 s |
| 2019 | Jeux panaméricains    | Lima       | 1er      | 20 km marche              | 1 h 21 min 51 s |
| 2023 | Championnats du monde | Budapest   | 2e       | 35 km marche              | 2 h 24 min 34 s |
| 2024 | Jeux olympiques       | Paris      | 1er      | 20 km marche              | 1 h 18 min 55 s |
| 2024 | Jeux olympiques       | Paris      | 2e       | Marche par équipes mixtes | 2 h 51 min 22 s |

## Records
| Épreuve      | Performance          | Lieu       | Date         |
| ------------ | -------------------- | ---------- | ------------ |
| 20 km marche | 1 h 17 min 54 s      | La Corogne | 18 mai 2024  |
| 35 km marche | 2 h 24 min 34 s (AR) | Budapest   | 24 août 2023 |